# Wielerkalender 2013
Hierna volgt een overzicht van de door UCI ingerichte professionele wielerwedstrijden op de weg.
| Competitie                             | Startdatum | Einddatum  | Eindstanden       | Eindstanden                         | Eindstanden |
| Competitie                             | Startdatum | Einddatum  | Naam              | Ploeg                               | Land        |
| -------------------------------------- | ---------- | ---------- | ----------------- | ----------------------------------- | ----------- |
| UCI World Tour 2013                    | 22/10/2013 | 15/10/2013 | Joaquim Rodríguez | Team Movistar                       | Spanje      |
| UCI Africa Tour 2013                   | 03/10/2012 | 14/06/2013 | Adil Jelloul      | MTN-Qhubeka                         | Marokko     |
| UCI Asia Tour 2013                     | 20/10/2012 | 29/09/2013 | Julián Arredondo  | Tabriz Petrochemical Team           | Iran        |
| UCI America Tour 2013                  | 07/10/2012 | 14/09/2013 | Janier Acevedo    | Unitedhealthcare Pro Cycling        | Colombia    |
| UCI Europe Tour 2013                   | 27/01/2013 | 20/10/2013 | Riccardo Zoidl    | Team Europcar                       | Frankrijk   |
| UCI Oceania Tour 2013                  | 23/01/2013 | 17/03/2013 | Damien Howson     | Huon Salmon-Genesys Wealth Advisers | Australië   |
| Wereldkampioenschappen wielrennen 2013 | 22/09/2013 | 29/09/2013 | Rui Costa         | Omega Pharma-Quick-Step             |             |